# Manduca gueneei
Manduca gueneei is een vlinder uit de familie van de pijlstaarten (Sphingidae). De wetenschappelijke naam van de soort werd in 1932 gepubliceerd door Benjamin Preston Clark.